# Clifton, Bristol
Clifton är en stadsdel i Bristol i England. Stadsdelen hade 13 022 invånare år 2021. Clifton var en civil parish fram till 1896 när blev den en del av North Bristol. Civil parish hade 29 345 invånare år 1891. Byn nämndes i Domedagsboken (Domesday Book) år 1086, och kallades då Clistone.